# Ourida Chouaki
Ourida Chouaki, née en 1954 à Tizi Rached en Algérie et morte le 12 août 2015 à Beni Messous, était une militante algérienne des droits de la femme. Elle était la porte-parole puis la présidente de l'association Tharwa Fadhma N’soumer ("les enfants de Fatma N'Soumer").